# Giovan Battista Pigna
Giovan Battista Nicolucci, surnommé Giovan Battista Pigna (né à Ferrare le 8 avril 1529 et mort dans cette même ville le 4 novembre 1575), est un humaniste et poète italien.

## Biographie
Giovan Battista Nicolucci naquit dans le Duché de Ferrare le 8 avril 1529. Il était fils d’un riche apothicaire, qui avait une cône pour enseigne, d’où lui vint le surnom de Pigna. Dès l’âge de vingt-deux ans il obtint la chaire d’éloquence de l'Université de Ferrare (1551). Il mérita la protection de ses souverains par ses talents et ses ouvrages. Il fut à la fois grammairien, littérateur et historien. Il mourut à Ferrare le 4 novembre 1575.

## Œuvres
On lui doit divers livres de politique et d’histoire :
- Il Principe, Venise, 1561, in-8° ;
- Il Duello, nel quale si tratta dello onore dell’ordine della cavalleria, 1554, in-4° ;
- Historia de i Principi d’Este, Ferrare, 1570, in-fol., estimée et peu commune ;
- Romanzi ne’ quali della poesia e della vita d’Ariosto si tratta, Venise, 1554, in-4°.